# 탄룽
탄룽(중국어: {{{2}}}, 1988년 4월 1일 ~ )은 과거에 탄신(중국어: {{{2}}}
라는 이름을 사용했고 중국의 축구 선수로 포지션은 공격수이며 현재 중국 슈퍼리그 창춘 야타이 소속이다.